# Ágúst Elí Björgvinsson
Ágúst Elí Björgvinsson (* 11. April 1995 in Reykjavík) ist ein isländischer Handballspieler.

## Karriere

### Verein
Ágúst Elí Björgvinsson spielte bis 2018 für den isländischen Verein FH Hafnarfjörður. Im EHF-Pokal 2017/18 kam er zu seinen ersten internationalen Einsätzen. Anschließend wechselte der 1,89 m große Torwart zum schwedischen Erstligisten IK Sävehof, mit dem er 2019 die Handbollsligan gewann. In der folgenden Spielzeit nahm er erstmals an der EHF Champions League teil. Im Sommer 2020 unterschrieb er beim dänischen Verein KIF Kolding. Seit 2022 steht er beim Ligarivalen Ribe-Esbjerg HH unter Vertrag. Im Sommer 2025 wurde Ágúst Elí Björgvinsson vom dänischen Erstligisten Aalborg Håndbold ausgeliehen, um den verletzungsbedingten Ausfall von Niklas Landin Jacobsen zu kompensieren.

### Nationalmannschaft
In der isländischen Nationalmannschaft debütierte Ágúst Elí Björgvinsson 2017. Er stand im Aufgebot für die Europameisterschaften 2018 (13. Platz) und 2022 (6. Platz) sowie die Weltmeisterschaften 2019 (11. Platz) und 2021 (20. Platz). Für die Weltmeisterschaft 2023 wurde er erneut in den Kader berufen.